# Sites mégalithiques du Morvan
Les monuments mégalithiques du Morvan sont pour la plupart des chaos granitiques, donc d'origine naturelle. Certains toutefois ont été érigés ou taillés par la main humaine.
Compte tenu du folklore local et légendes qui s'y rapportent souvent, ils sont également appelés « pierres de légende du Morvan ».

## Côte-d'Or
Sussey
- Le menhir de « Pierre-Pointe » (au hameau la Guette) 47° 13′ 52″ N, 4° 20′ 05″ E

## Nièvre
Alligny-en-Morvan
- La « Pierre Écrite » 47° 12′ 16″ N, 4° 12′ 57″ E

Située au pied d'un tilleul, le long de la route départementale 980 au hameau de La Pierre-Écrite, à une altitude de 598 m, il s'agit d'une stèle gallo-romaine sculptée dans un bloc de granite.
On y observe cinq silhouettes. Selon l'archéologue Jacques Gabriel Bulliot, elles pourraient représenter les cinq membres d'une famille de bûcherons (une mère, un père et leurs trois enfants). L'un d'eux serait muni d'un coutre de fendeur et un autre fabriquerait une boule en bois sur un tour pour réaliser, en la scindant, deux écuelles.
- Le menhir de la « Pierre Pointe » 47° 14′ 09″ N, 4° 11′ 07″ E

Il est situé dans une forêt au hameau Les Prés.
- Le « Pas du Diable » 47° 12′ 37″ N, 4° 09′ 49″ E

Situé dans le bois des Rondeaux près d'un ruisseau, un bloc de granite porte une marque due à l'érosion et évoquant une empreinte de pas.
- Le « Siège du Loup » 47° 11′ 40″ N, 4° 12′ 00″ E

Appelé également « Chaise du Loup » ou « Pierre du Loup », cette pierre en forme de siège se trouve au pied d'un arbre dans un bois au hameau de Bel-Air.
- La « Roche des Fées » 47° 13′ 02″ N, 4° 08′ 26″ E

Elle est située dans le bois du Défens.
- Le dolmen-autel de la « Pierre-qui-Tourne »

Situé au hameau de Fétigny, il est composé de 3 pierres : 2 verticales (les orthostats) et 1 dalle de couverture horizontale (la table).
Arleuf
- Les Pierres dites « Souliers du Bon Dieu »

Il s'agit de deux grosses pierres, chacune possédant une cavité en forme de semelle.
- La « Roche aux Gobins »

Château-Chinon (Ville)
- Le rocher de la « Maison-du-Loup » 47° 04′ 18″ N, 3° 56′ 07″ E

Ce rocher est un faux dolmen naturel creux situé sur le flanc du Calvaire. Il aurait pu servir d'autel à sacrifices.
- Le « cairn de Glux »
- Le dolmen dit « Pierres à Marotte »

Châtin
- La « Pierre Druidique »

Appelée également « Roche de Remoillon » et située au hameau de Remoillon, cette pierre est entourée d'une légende évoquée notamment par Paul Sébillot et l'abbé Baudiau.
Le premier écrit « Jadis quand sonnaient les coups de midi et de minuit, il apparaissait un pain et une bouteille sur le Rocher d'Armoyon, commune de Châtin, dans le Morvan ; mais ils disparaissaient au douzième coup. »,.
Le second propose une autre version : « Remoillon [...] est célèbre par sa pierre druidique, vénérée des villageois d'alentour. Chaque jour, dit-on, elle tourne trois fois sur sa base, à l'heure de midi. Croyez-le, cher lecteur, mais n'y allez pas voir car, jamais œil curieux ou indiscret ne sera témoin de cette merveilleuse rotation. ».
Chiddes
- La « Pierre du Pas de Saint Martin »

Appelée également « Pierre de Prabis ».
Corancy
- Les « Pierres à sacrifices »

Ces pierres sont situés dans la forêts des Coues, près de la chapelle de Faubouloin.
Dommartin
- La « Pierre de Montbracon » 47° 03′ 54″ N, 3° 51′ 33″ E

Situé dans le parc du château de Montbracon, il s'agit d'un menhir de granite rose érigé par l'homme mesurant 2,05 m de hauteur pour un diamètre de 80 cm.
Son origine et son époque ne sont toutefois pas démontrées.
Fâchin
- La « Chaise à Berthot »

Glux-en-Glenne
- Le cairn
- La « Pierre du Pas-de-l’Âne » (hameau de Échenault)
- La « Pierre Salvée » 46° 55′ 40″ N, 4° 01′ 50″ E

Cette pierre se situe sur le Mont Beuvray, près du sommet du Theurot de la Roche sur l'oppidum de Bibracte et mesure environ 5 m pour une circonférence de 20 m. À son sommet, on trouve une cavité généralement remplie d'eau.
Lors de leurs séances générales de 1851, la société française pour la conservation des monuments historiques indiquent que « Les bergers prétendent que c'est une source, et si le fait était certain, cette circonstance eût été une raison de plus de le consacrer au culte druidique. ».
Larochemillay
- La « Roche du Pas-de-l’Âne »

Lavault-de-Frétoy
- La pierre à pétroglyphes « Roche du Pas de l'Âne » (appelée également « Pierre du Bon Saint-Martin », « Table du Festin des Fées » ou « Pierre de Fromage »)

Lormes
- La « Maison du Renard »

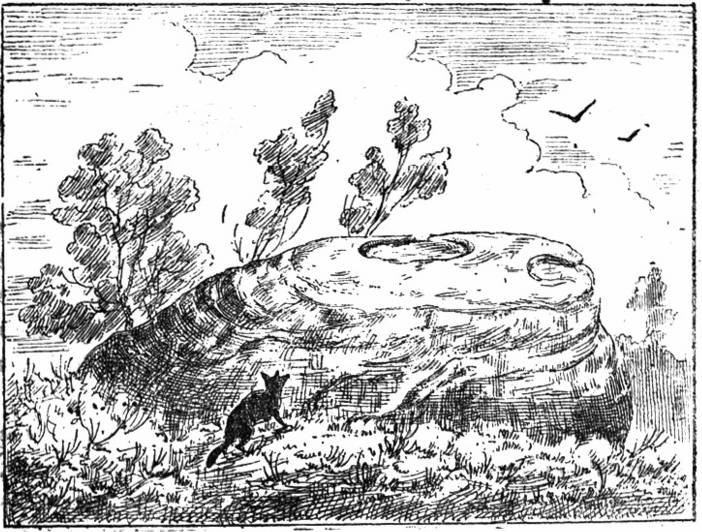
La « Maison du Renard » à Lormes

- La « Grotte aux Fées » dans les Gorges de Narvau

Luzy
- Les « Roches gravées du Mont Dône » (écrit également « Roches gravées du Mont Dosne »)[8],[9],[10]
- Les « Pierres Druidiques »

Millay
- Les « Pierres de Saint Maurice »[11],[12]

Montsauche-les-Settons
- La pierre de « La Table du Festin des Fées »

Moulins-Engilbert
- Les « deux Pas de Saint Martin »

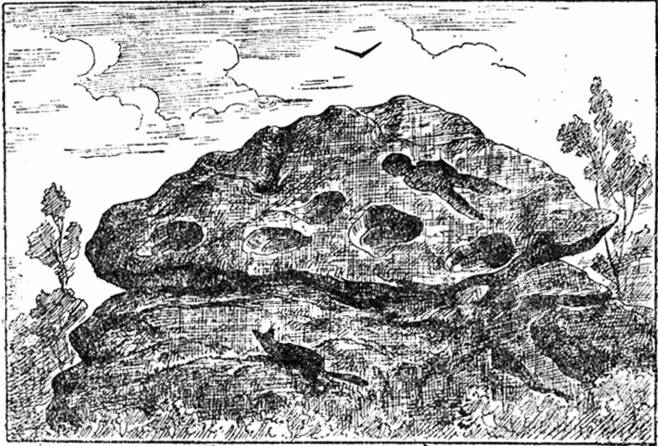
La « Pâture Lazare » à Saint-Agnan

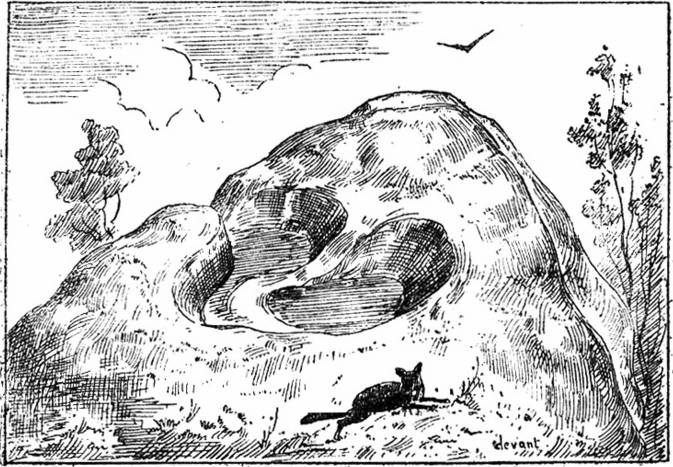
Les « Rochers du Dos de l'Âne » à Saint-Agnan

- La « Pierre du Bon Courage » (bois de Villène)

Onlay
- La Pierre du Magny (appelée également « Pierre de Saint Martin » ou « Thérot-du-Bo-Saint-Martin »)

Planchez
- Le dolmen à cupules des « Grandes Cornes »

Poil
- La « pierre du Bois Mousseau »[13],[14]

Préporché
- Le « dolmen à Franvache »
- La « Pierre Cautin »
- La « Pierre du Bois Jacquot »

Saint-Agnan
- Les « Rochers du Dos de l’Âne »
- La « Pierre branlante »
- La « Pâture Lazare »

Saint-Brisson
- Le « dolmen Chevresse »
- Dolmen de la « Pierre Plate »

Saint-Honoré-les-Bains

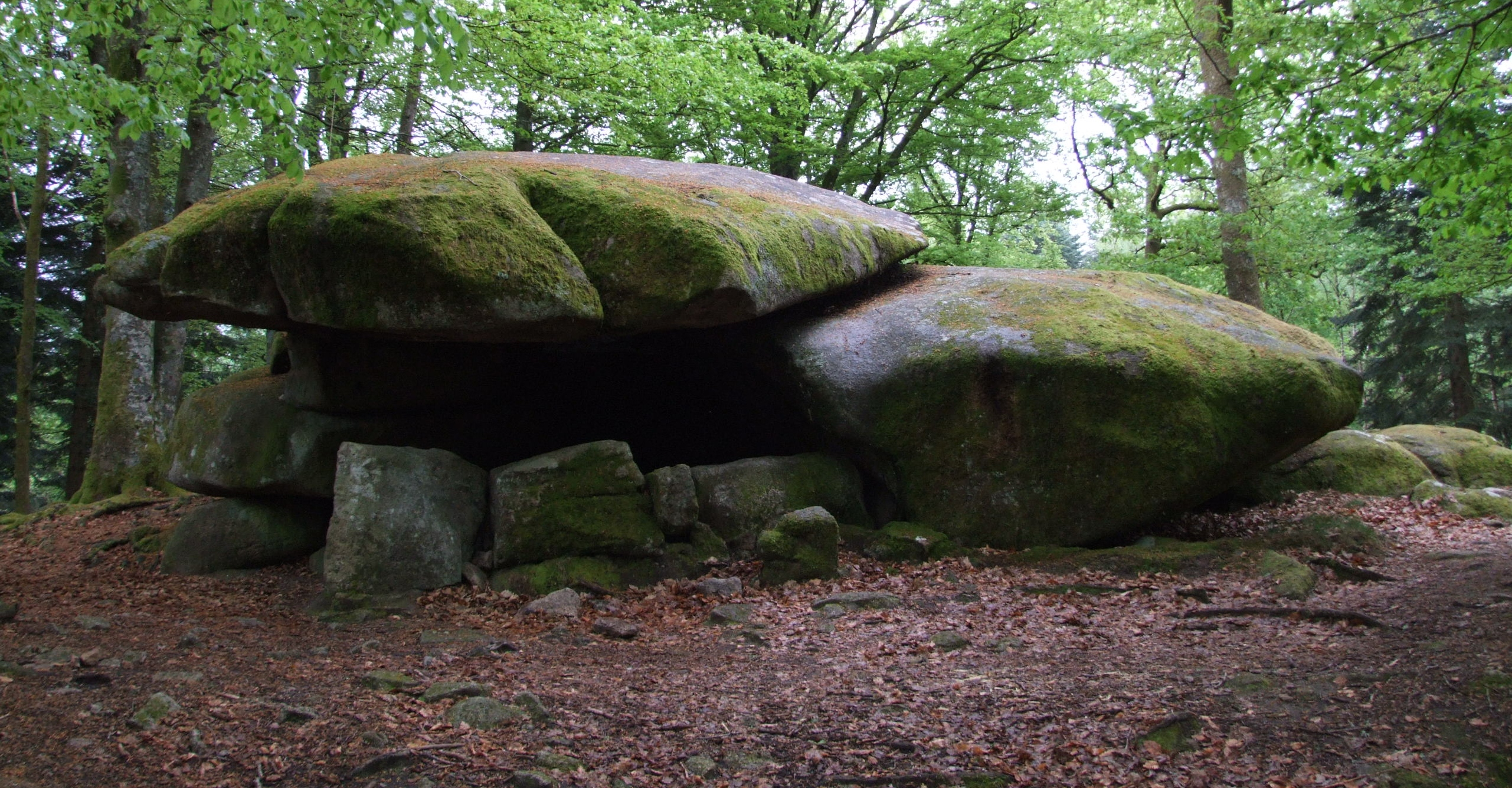
Le « dolmen Chevresse » à Saint-Brisson

- La « Pierre aigüe » (appelée également « Pierre Fritte »)

Tazilly
- Menhir de Chigy.

Villapourçon
- La « Chaise-à-Butheaux » (appelée également « Roche-Chaise à l’Âne »)
- La « Pierre Perthuise »

## Saône-et-Loire
Broye
- Le « menhir de Charmeau » 46° 52′ 07″ N, 4° 18′ 23″ E

Dettey
- Le « Bonnet du Diable » (parfois appelé la « Griffe du Diable ») 46° 46′ 00″ N, 4° 10′ 37″ E
- La « Pierre croule » 46° 46′ 02″ N, 4° 10′ 36″ E

Uchon
- La « Griffe du Diable » 46° 48′ 12″ N, 4° 15′ 02″ E
- La « Pierre qui croule » 46° 47′ 53″ N, 4° 15′ 16″ E
- La « Chambre du Boa »
- Le « Mammouth » (appelé également le « Lièvre couché »)
- Le « Crapaud »
- Les « Rochers du Carnaval » 46° 48′ 24″ N, 4° 15′ 09″ E
- Le « Salon du Diable »
- Le « Nez de Chien »

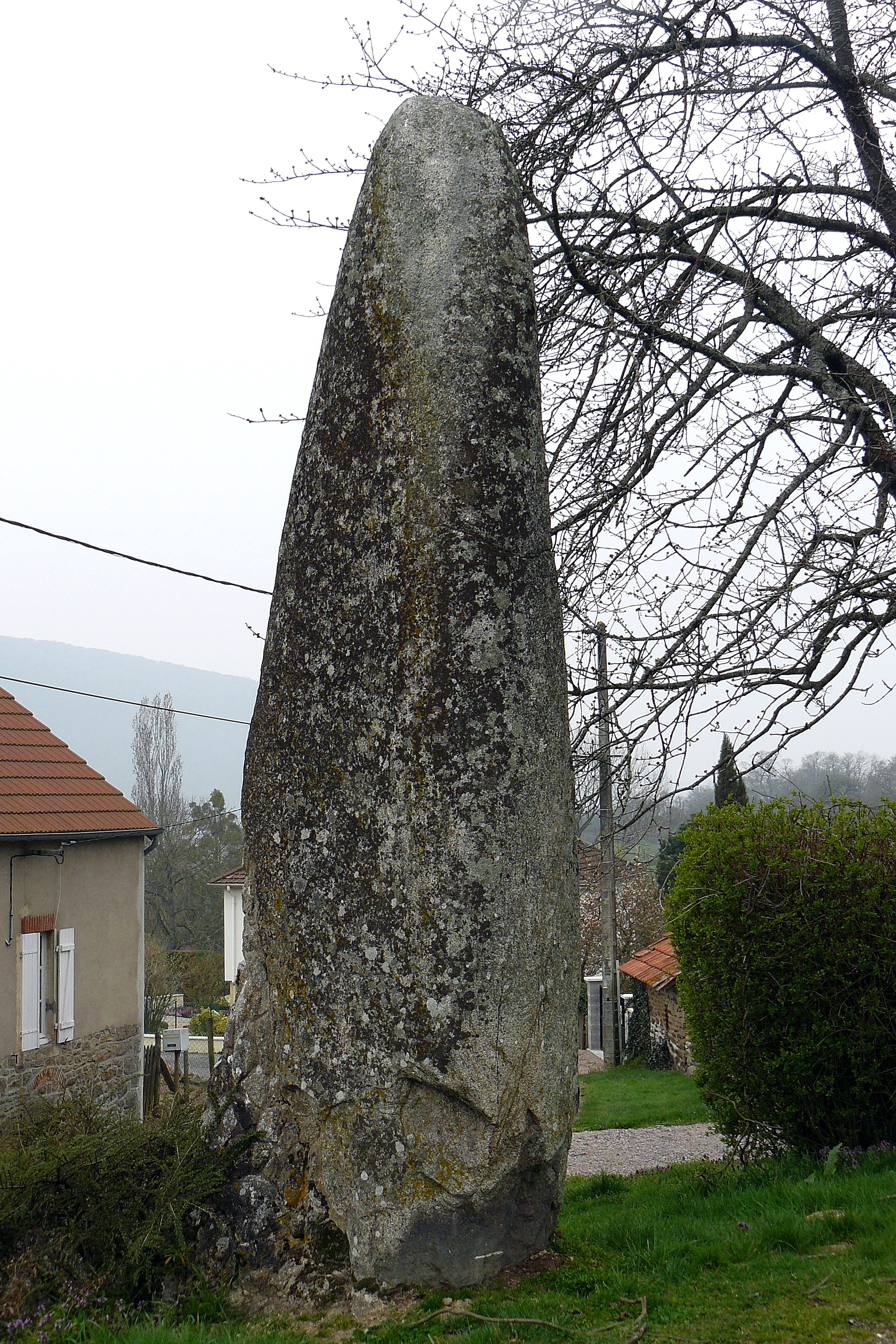
Le « menhir de Charmeau » à Broye
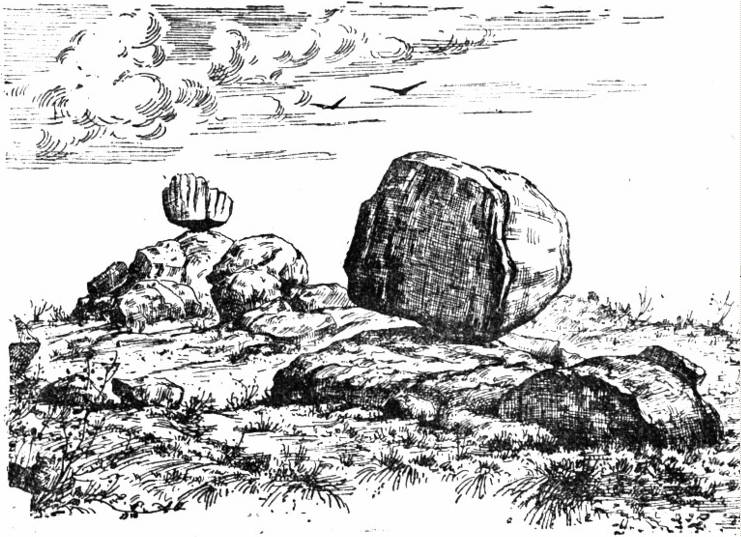
Le « Bonnet du Diable » et la « Pierre croule » à Dettey
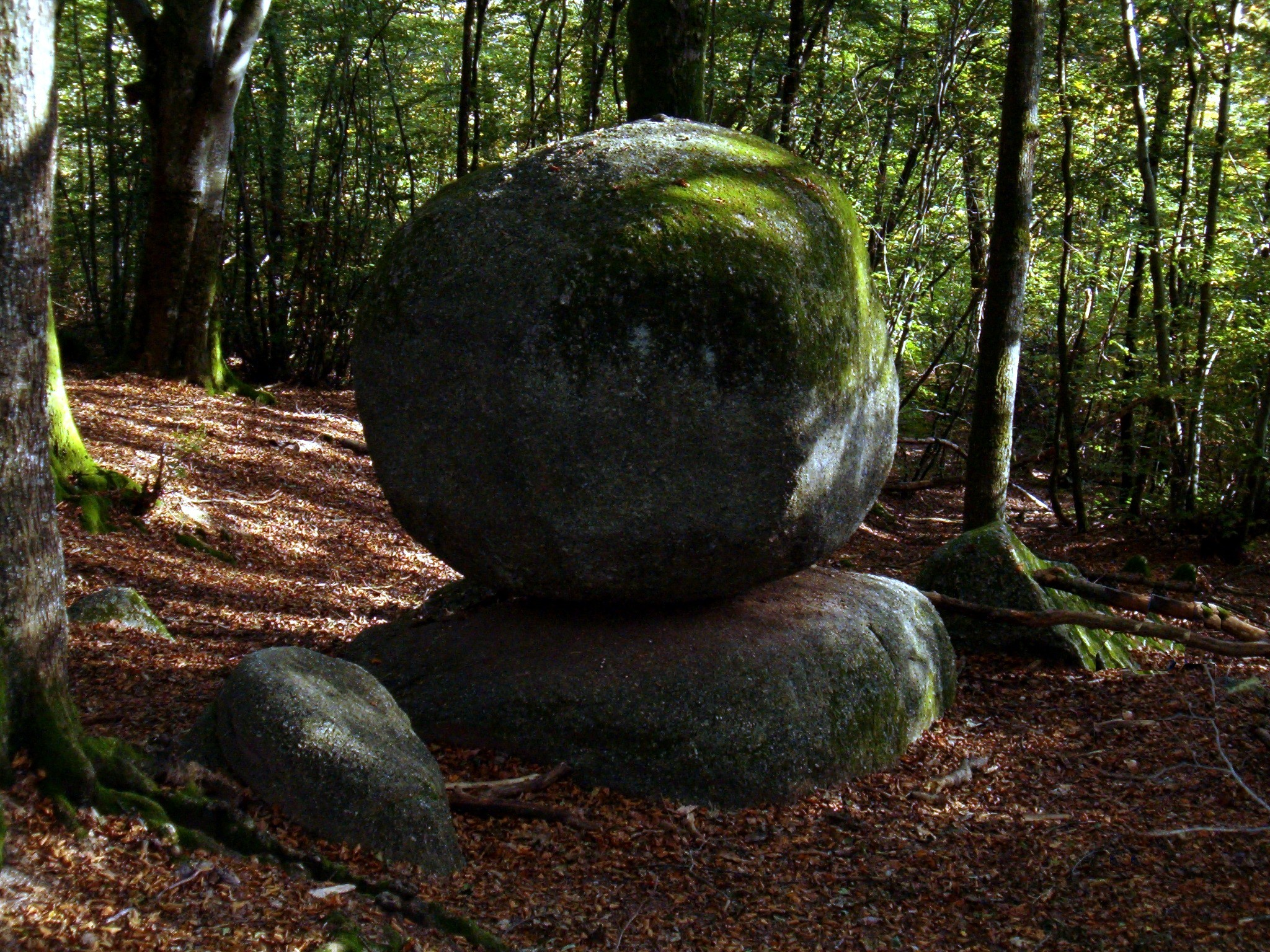
La « Pierre qui croule » à Uchon
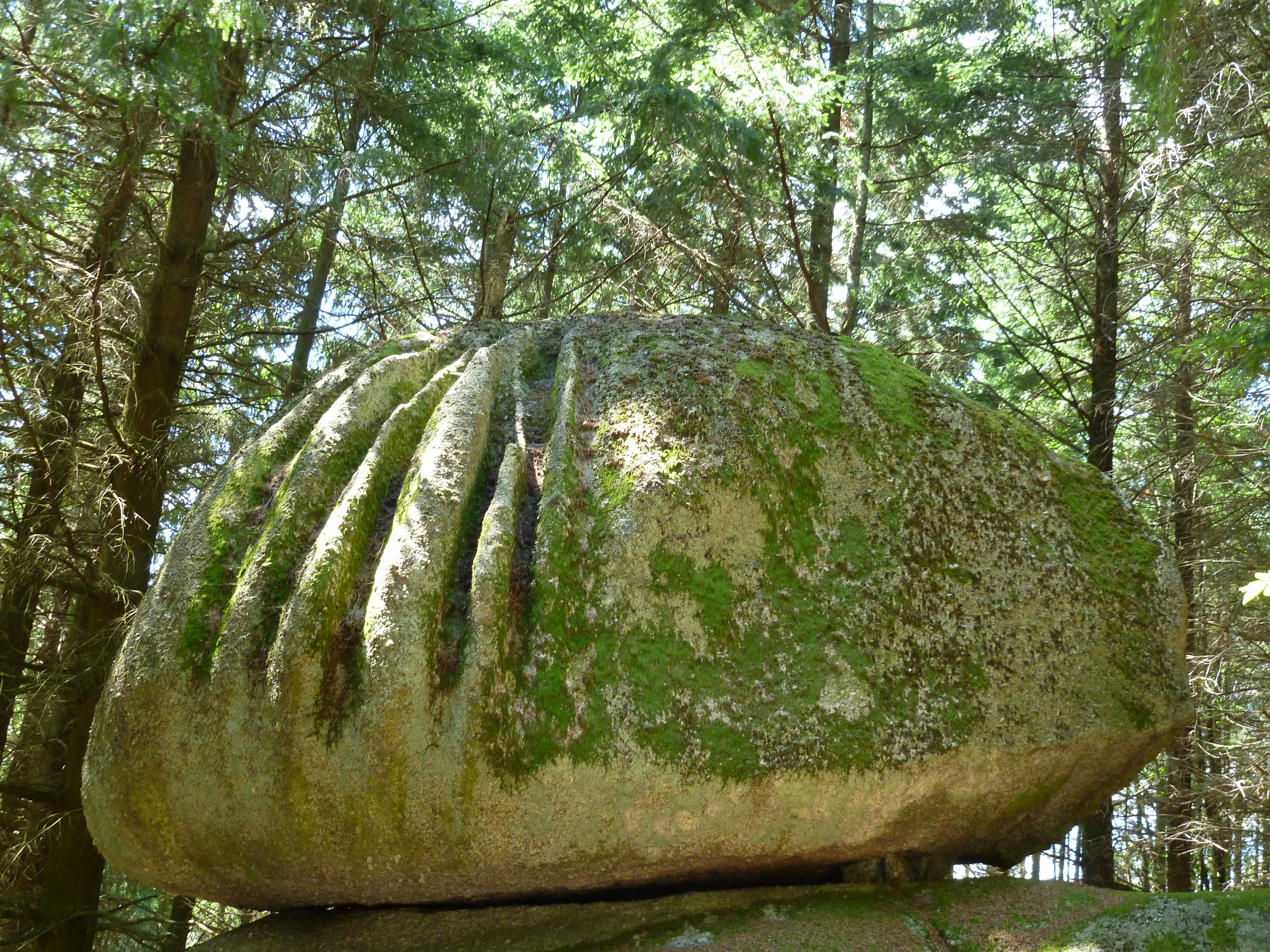
La « Griffe du Diable » à Uchon

## Yonne
Quarré-les-Tombes
- La « Roche des Fées » 47° 21′ 19″ N, 3° 59′ 27″ E

Située dans la forêt domaniale au Duc, il s'agit d'une accumulation de rochers.
Saint-Léger-Vauban
- La « Pierre qui Vire »

Mégalithe se trouvant à proximité de l'Abbaye Sainte Marie de la Pierre qui Vire sur laquelle a été fixée une statue de la  Vierge Marie.